# Гелен Варко
Гелен Варко (англ. Helen Varcoe, 18 лютого 1907 — 7 травня 1995) — британська плавчиня.
Призерка Олімпійських Ігор 1932 року.